# 超级女声
《超级女声》，簡稱超女，是中国大陆湖南卫视在2004年、2005年、2006年以及2016年举办的针对女性的大众歌手选秀赛。此项赛事接受任何喜欢唱歌的女性个人或组合的报名。其颠覆传统的一些规则，使之受到了许多观众的喜爱，是现今中国大陆颇受欢迎的娱乐节目之一。超级女声在产生不少颇有明星特质的选手的同时，也湧現出类似孔庆翔的一些反偶像，如“红衣教主”黄薪等。超级女声极高的人气在中国电视节目界造成了很大的影响，引起其他媒体的仿效或责难，已经成为一种社会现象。
2005年度的超级女声在中国大陆地区创造了极高的收视率。央视索福瑞发布的资料显示（注：但一直缺乏公开数据的支持），超级女声播出时期，湖南卫视收视率在中国大陆地区排名居第二位（总收视率第一位为央视一套）；超级女声也是同时段节目的收视率第一位。8月26日總決賽的冠軍得到352萬的短信投票。前三甲一晚共獲得約900萬的選票。

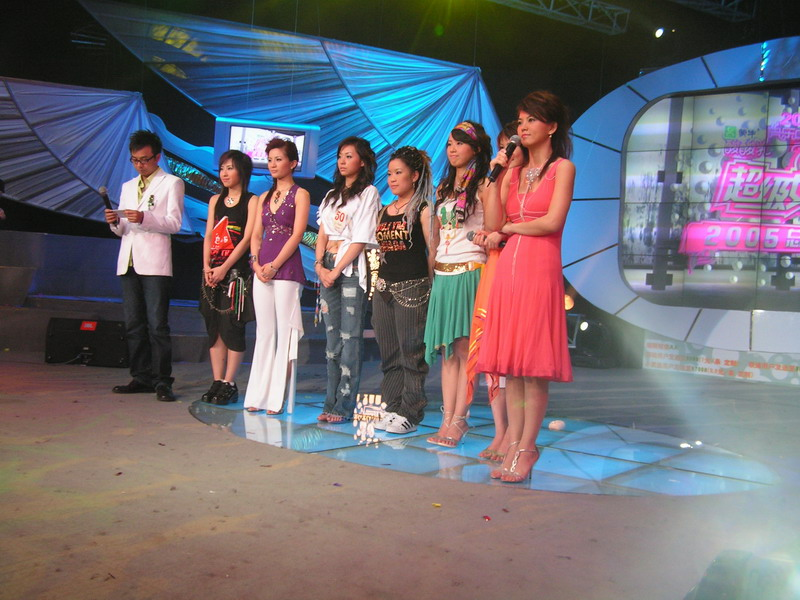
2005年超级女声总决赛第一轮现场

以“超女”为代表的选秀节目，因为播出周期长，主办方不仅增加了收视率，还能赚取很高的手机短信费。于是，2007年9月，中国国家广播电影电视总局下发文件，对选秀类节目做出多项限制令，其中包括：节目播出的时间不得超过两个月，不得在各省级、副省级电视台的卫星频道19:30至22:30的黄金时段播出等；甚至对主持人的语言、行为，评委、嘉宾的专业性，选手的服装造型等，都作出了相当严格的规定。
2009年1月，湖南卫视，宣布在停办了三年后，有意要重新启动“超级女声”。 同年5月，在获得国家广电总局的批复后，以“2009快樂中國·步步高音樂手機·快樂女聲”的名字回到了中国大众的视野。
2016年，《超级女声》在芒果TV巨品复出，将实现在网络上直播的选秀节目。

## 概况
超级女声前身是湖南电视台娱乐频道（以下简称湖南娱乐）所主办的“超级男声”一个姊妹赛事。2004年在湖南地区取得成功后，转由湖南卫视与其他地市媒体联办（湖南地区为湖南娱乐），每年在全国的部分城市举行分唱区选拔赛，最后在长沙举行年度总选。
另注：节目原取名《情歌王子》，但未通过，最后定名《超级男声》。

## 赛程赛制
2006年前的超级女声在赛程赛制上基本相同，但也存在细微差别。自2006年后，超级女声的赛程赛制各细节上都有比较大的改动，但没有根本的变化
- 举办宗旨：想唱就唱，以唱为本。（2006年超级女声更改为：想唱就唱，唱得响亮。以配合其主题歌《唱得响亮》）

- 报名条件：只要喜爱唱歌的女性，不分唱法、不计年龄（16岁以下需家长陪同）、不论外型、不问地域，均可在指定唱区城市免费报名参加。由于中华人民共和国国家广电总局的规定限制，从2006年开始，报名选手需年满18周岁。

- 组合：超级女声比赛允许由多个个女性组成一个组合参加比赛，共享一个参赛名额。

### 赛程设置
湖南卫视承办的超级女声赛程分为“分唱区选拔”和“年度总决选”两个部分（2006年在年度总决选前增加了复活赛的设置）。原湖南娱乐举办的超级女声则没有年度总决选。超女的赛制经常发生一些变化，以提供给观众更多的新鲜感。
- 分唱区选拔赛大体上可以分为三个部分：海选、复选和晋级赛。
  - 海选：指所有报名选手根据报名先后进入摄影棚面对评委演唱自选歌曲（无伴奏），评委按铃表示演唱结束。评委会对其表现作一简短评价。在所有报名选手结束海选后，评委将从所有参加海选的选手中选出50名优秀的选手进入复赛。
  - 复赛：50名选手以号码顺序，将5名选手分为一组，共计十组。首先从每一组中直接各淘汰1名。剩下的40名选手再选出10名选手直接晋级20强，最后从剩下的30名选手再淘汰20名。没有被淘汰的选手进入20强。
  - 晋级赛：各分赛区晋级赛分为20进10、10进7、7进5、5进3，共四场比赛每场分别淘汰10名、3名、2名选手，最好一场晋级赛中将产生分赛区冠亚季军。在这四场比赛中，采用以选手的场外观众支持率为主，评委和大众评委为辅的淘汰方式。

- 年度总决选为淘汰赛。先从各分唱区亚军和季军组成的团队中淘汰一半选手，再将剩下的选手与各分赛区的冠军选手一起组成团队比赛。规则类似于晋级赛。根据每年分赛区的个数的不同（例如2004年4个，2005年5个），规则也有所不同。

年度总决选的前三甲排名，由观众的短信投票数多少排名。一个手机可以投15票。固定电话用户和中国移动通讯公司的部分手机号码还可以通过拨打声讯台投下15票。这样，其实中国移动的手机就可以投30票。

### 专家评委
专家评审一般由华语流行乐坛的歌手、资深电视人或者其他明星担任，负责海选和复赛的评判工作，并为选手们给出适当的建议。在海选中，他们给选手打分，并可以现场颁发通过卡，允许选手参加下一轮比赛。在晋级赛中，他们要提名选手参加PK赛（见下），并且在很多场次能直接让选手晋级。在分赛区和总决选前三甲排名上，他们没有发言权。

### 大众评委
由落选的选手和/或其他各行各业的民众组成的评委团，负责在除总决赛外的晋级赛中的PK赛上，投票决定选手的去留，人数大约在30到40人左右。由主办方负责在分赛区当地挑选。

### 短信投票
电视观众可以在一场比赛结束后，另一场比赛开始前，为后一场比赛的选手投票。一般在分赛区20强以上的晋级赛上，获得选票最低的选手会被选中进入PK赛，由大众评委决定去留。分赛区和总决赛的前三名直接由短信票数决定。

### PK赛
当赛程需要淘汰一名选手时，会由专家评委选出一名表现较差的选手和观众短信投票率最低的选手进行PK赛，如果专家选出的人选和得票最低的选手是同一人，则她会被直接淘汰。进行PK赛时，每人发表一番谈话，并清唱一首歌曲的片断，然后由大众评委进行投票，得票低的一位将被淘汰。06年的赛制中，从10进7开始，选手在首轮演唱后，得票最低的选手需和得票数量倒数第二或第三（由得票最低的选手自己选择）的选手PK。

### 复活
2006年的超级女声增加了复活机制，每个唱区被淘汰的十强选手可以通过复活赛取得继续比赛的资格。
复活赛制如下：
1. 五大唱区按启动顺序依次演唱，每个唱区7名复活选手演唱完毕后，专业评委从中选择当场表现最好的2名选手，进入评委选择的候选名单，同时选出2位表现较弱的选手直接淘汰。由此，将产生10位评委选择表现较好的候选选手，10位被淘汰选手，15位待定选手。
2. 评委再从10位候选选手中选择5位“评委支持选手”；剩下20位选手中，场外短信支持最高的5位选手成为“场外支持选手”，其余选手被淘汰。
3. 在接下来的一轮中，5位“评委支持选手”和5位“场外支持选手”将成为对垒的两列。
  1. 首先将进行1轮对垒拉票演唱，演唱之后，评委选择2位“场外支持选手”直接复活，同时，“评委支持选手”中短信票数最高的选手也直接复活。
  2. 在剩下的6位选手中，淘汰掉短信票数最低的2人，剩余4位选手进入“多人PK”环节，由分唱区前3强选手和全国16位媒体代表组成的大众评审团投票，决定最后1个复活名额的归属。至此，复活5强全部产生。

## 历届赛事

### 2004 快乐中国·超级女声 比赛结果
| 唱区     | 冠军     | 亚军   | 季军   |
| 成都唱区 | 王媞     | 张含韵 | 尹婷婷 |
| 南京唱区 | 安又琪   | 张玥   | 刘宁   |
| 武汉唱区 | 孙一卜   | 陈文娅 | 郭娟   |
| 长沙唱区 | 丁香晓晓 | 杨暘   | 张琛   |

#### 总决赛
- 安又琪  2004年度冠军 總決賽 PK 得票 89,486 票
- 王媞  2004年度亚军 總決賽 PK 得票 89,280 票
- 张含韵  2004年度季军
- Strings 2004年度第四名
- 孙一卜 2004年度第五名

### 2005 快乐中国·蒙牛酸酸乳·超级女声 比赛结果
| 唱区     | 冠军   | 冠军   | 亚军   | 亚军   | 季军   | 季军   |
| 唱区     | 姓名   | 票数   | 姓名   | 票数   | 姓名   | 票数   |
| 长沙唱区 | 赵静怡 | 106967 | 黄雅莉 | 87118  | 佘曼妮 | 77115  |
| 广州唱区 | 周笔畅 | 113535 | 易慧   | 67310  | 李娜   | 56383  |
| 郑州唱区 | 朱妍   | 524595 | 宋琳   | 473327 | 郭慧敏 | 470841 |
| 成都唱区 | 李宇春 | 206564 | 张靓颖 | 58172  | 何洁   | 42335  |
| 杭州唱区 | 纪敏佳 | 37385  | 叶一茜 | 36736  | 林爽   | 26835  |

#### 总决选
- 08号 李宇春 3,528,308票 2005年度冠军
- 07号 周笔畅 3,270,840票 2005年度亚军
- 01号 张靓颖 1,353,906票 2005年度季军
- 02号 何洁 2005年度第四名
- 04号 纪敏佳 2005年度第五名
- 10号 黄雅莉 2005年度第六名
- 06号 叶一茜 2005年度第七名
- 03号 易慧 2005年度第八名
- 09号 赵静怡 2005年度第九名
- 05号 朱妍 2005年度第十名

### 2006 快乐中国·蒙牛酸酸乳·超级女声  比赛結果
| 唱区 | 十强                | 入围            | 入围            | 唱区四至十强   | 唱区四至十强   | 唱区四至十强 | 唱区四至十强   | 唱区四至十强   | 唱区四至十强 | 唱区四至十强 |
| 唱区 | 1                   | 2               | 3               | 4              | 5              | 6            | 7              | 8              | 9            | 10           |
| ---- | ------------------- | --------------- | --------------- | -------------- | -------------- | ------------ | -------------- | -------------- | ------------ | ------------ |
| 长沙 | 厉娜 (152133)       | 张亚飞 (137925) | 许飞 (137031)   | 张美娜         | 胡灵（复活）   | 李薇薇       | 党宁           | 张姗姗         | 杨丹         | 查娜         |
| 杭州 | REBORN组合 (131948) | 唐笑 (113721)   | 张焱 (46661)    | 朱雅琼（复活） | 郝菲尔（复活） | 翟梦         | 尹林光子       | 张媛           | 董玟莹       | 孙闻雍       |
| 成都 | 谭维维 (241593)     | 赵媛媛 (156621) | 阳蕾 (80586)    | 熊文           | 彭春霞         | 刘悦         | 乔维怡（复活） | 蔡莹莹         | 吴雅梦       | 陈鹭虹       |
| 沈阳 | 艾梦萌 (237478)     | 张楚格 (169714) | 巩贺 (156951)   | 魏佳庆         | 张冬玲         | 朱江         | 王欣如         | 罗丹           | 付静         | 李璇         |
| 广州 | 刘力扬 (359808)     | 尚雯婕 (142803) | 韩真真 (110102) | 杜长蕊         | 程欣           | 张晓洁       | 李皆乐         | 孙艺心（复活） | 周渔         | 梁紫丹       |

| 编号 | 01     | 02         | 03     | 04     | 05   | 06     | 07   | 08     | 09   | 10   |
| 姓名 | 韩真真 | REBORN组合 | 艾梦萌 | 谭维维 | 厉娜 | 尚雯婕 | 许飞 | 刘力扬 | 唐笑 | 阳蕾 |
| ---- | ------ | ---------- | ------ | ------ | ---- | ------ | ---- | ------ | ---- | ---- |

#### 总决选
- 尚雯婕 5196975票 2006年度冠军
- 谭维维 4818125票 2006年度亚军
- 刘力扬 2006年度季军
- 艾梦萌 2006年度第四名
- 厉娜 2006年度第五名
- 许飞 2006年度第六名
- 韩真真 2006年度第七名
- Reborn 2006年度第八名
- 唐笑 2006年度第九名
- 阳蕾 2006年度第十名

#### 新闻动态
2006年1月11日重庆晚报报道，湖南卫视向广电总局上报2006年度《超级女声》和《超级男声》两个节目，但被告知只能批准一个。最终湖南卫视决定于2006年度只办《超级女声》的比赛，筹备工作将于3月开始，4、5月开始海选。
然而，实际上湖南电广并没有如期举办所谓“超级男声”，而2006年蒙牛酸酸乳超级女声已于2006年4月2日在长沙低调开幕，长沙唱区当日开始接受预选赛报名。2006年的超级女声，预选赛的全国收视率依然为1.08％，收视份额7.77％，高居同时段的全国第一位。

## 超女粉丝新名词解释
- 粽子：对“间谍”的称呼，超级女声的粉丝们中多指潜入其他选手粉丝群里的人。来源于李宇春在新浪参加成都三甲聊天时讲的一个笑话：“包子家族和米饭家族打群架，蛋炒饭等把花卷等打得落花流水，把粽子逼到一个角落的时候，粽子把外衣一脱，说：‘我是间谍！’”另有一種説法，說這個笑話最初是李宇春的某位粉絲在百度上的一個旨在讓偶像開心一笑的貼子裏面寫了這個笑話，然後李宇春可能上網看到了。
- PK：英语 Player Killing 的缩写，源于MUD，最初是指在游戏中高等级玩家随意杀害低等级玩家的行为，超级女声赛程中有一个环节“PK赛”借用了这个词。超级女聲的PK其实是指两个选手互相比赛以淘汰其中一名，这往往是节目中最残酷的部分。

## 反響

### 刘忠德事件
2006年4月下旬，文化部原部长刘忠德三次公开批评《超级女声》“说得不好，就是对艺术的玷污”、“背后隐藏着对青少年的毒害”、“对教育是极大破坏”，引发轩然大波。

### “超女紀念碑”事件
2006年10月12日《重慶晚報》報導：在北京市通州區宋庄鎮宋庄文化藝術節（2006年10月6日至10月16日）公共雕塑展覽處，《超級女聲》出身的偶像歌手李宇春與周筆暢被藝術家孫振華與戴耘作成雕塑“超女紀念碑”，引發軒然大波。這尊“超女紀念碑”的石碑下方刻有“超女紀念碑”五字，上方刻有李宇春與周筆暢的全身人像；李宇春右手高高地握著玉米棒（李宇春的支持者被稱為“玉米”，與“宇迷”諧音）；周筆暢右手拿著麥克風，左手比出Ｖ字手勢（象徵“勝利”）；兩人都是一隻腳跨步在前，姿態充滿“文革氣息”。李宇春所屬的天娛傳媒公司表示，將控告孫振華與戴耘侵犯肖像權；周筆暢則透過公司回應：“自己沒有被樹碑立傳的資格。”由於“超女紀念碑”引發爭議，李宇春與周筆暢又不領情，雕塑展主辦人鄒躍進坦承十分驚訝。鄒躍進認為：人們只為死者建造紀念碑，“但‘超女’沒死，藝術家卻建造了紀念碑”，意在諷刺“超女現象”。

### “超女變脫星”事件
2006年10月23日《重慶時報》報導：2005年落選卻被唱片公司網羅的超女邵雨涵為《男人裝》雜誌拍攝封面清涼照片，引發軒然大波。在這張照片中，邵雨涵身穿比基尼泳衣，擺出各種撩人姿態，不但養眼，也十分引人遐想。另外三位超女葉一茜、林爽、安又琪也都先後為該雜誌拍攝封面清涼照片。以邵雨涵為封面人物的《男人裝》雜誌出版後，邵雨涵的母親大表不滿，透過媒體發表公開信，痛批女兒行徑令她失望。她說，要不是鄰居告訴她，她根本就不知道有這件事。她語氣激動表示：“非常痛恨這本雜誌。”她坦言，很後悔女兒去參加《超級女聲》而進入演藝圈。曾任《超級女聲》評審的歌手柯以敏斥責《超級女聲》的“重色不重藝”現象，她語帶諷刺地說：“都把胸擠成這樣了，乾脆脫了拍寫真。”

### 《时代》杂志封面
第一届第三名张含韵完成商业广告代言，为无数“平民娱乐偶像”梦想树立了榜样。2005年第二届超女的成功超乎所有人的预想，民众投入的热情令人乍舌。2005年10月李宇春等登上以“报道国际重要事件的杂志”为定义的美国《时代周刊》封面，封面人物多为商人政要。 
短信投票赛制被广泛热议。无门槛的投票方式让人联想到“普选”的全民投票，此时便有言论称此为中国的“民主示范”、“民主启蒙”，亦有相当的声音质疑赛制本身的公正性。

## 類似節目
- 香港
  - TVB8全球華人新秀歌唱大賽（無綫電視）
  - 超級巨聲（無綫電視）
  - 亞洲星光大道（亚洲电视）

- 中國大陆
  - 快乐中国系列
    - 快乐男声
    - 快乐女声

  - 花儿朵朵
  - 梦想中国
  - 我型我秀
  - 加油好男儿
  - 舞状元
  - 中国蓝系列
    - 中国好声音（中国新歌声）

- 台灣
  - 超級星光大道（中國電視公司）
  - 華人星光大道（中國電視公司）
  - 快樂星期天─校園歌喉戰（中華電視公司）
  - 超級偶像（三立電視、台灣電視公司）
  - 亞洲新人歌唱大賽（八大電視）
  - 全球新人王（東森電視）

- 新加坡
  - 絕對SuperStar
  - （英文）校園SuperStar（英语：Campus SuperStar）
  - （英文）非常SuperBand（英语：SuperBand）
  - 超級主持人
  - （英文）明星偶像（英语：Star Idol）
  - 唯我獨尊
  - （英文）才華橫溢出新秀
  - （英文）新加坡偶像（英语：Singapore Idol）
  - Live The Dream
  - The Dance Floor

- 馬來西亞
  - Astro新秀大赛 （页面存档备份，存于） Astro Star Quest （Astro）
  - 绝对SuperStar (馬來西亞) Project Superstar （八度空间）
  - 马来西亚明星偶像（英语：Star Idol Malaysia）（ntv7）
  - 大马偶像（英语：Malaysia Idol） （八度空间）
  - 万中选一 （八度空间）
  - 我要做Model （八度空间）
  - 终极天团 Ultimate Power Group （八度空间）
  - Astro舞极限 （页面存档备份，存于） Astro Battle Ground （Astro）